# Helictotrichon
Helictotrichon Besser é um género botânico pertencente à família Poaceae.

## Sinônimos
- Amphibromus Nees
- Avenastrum Opiz (SUS)
- Avenochloa Holub (SUS)
- Avenula (Dumort.) Dumort.
- Danthorhiza Ten. (SUI)
- Heuffelia Schur (SUS)